# Delegation der Europäischen Union für die Schweiz und das Fürstentum Liechtenstein

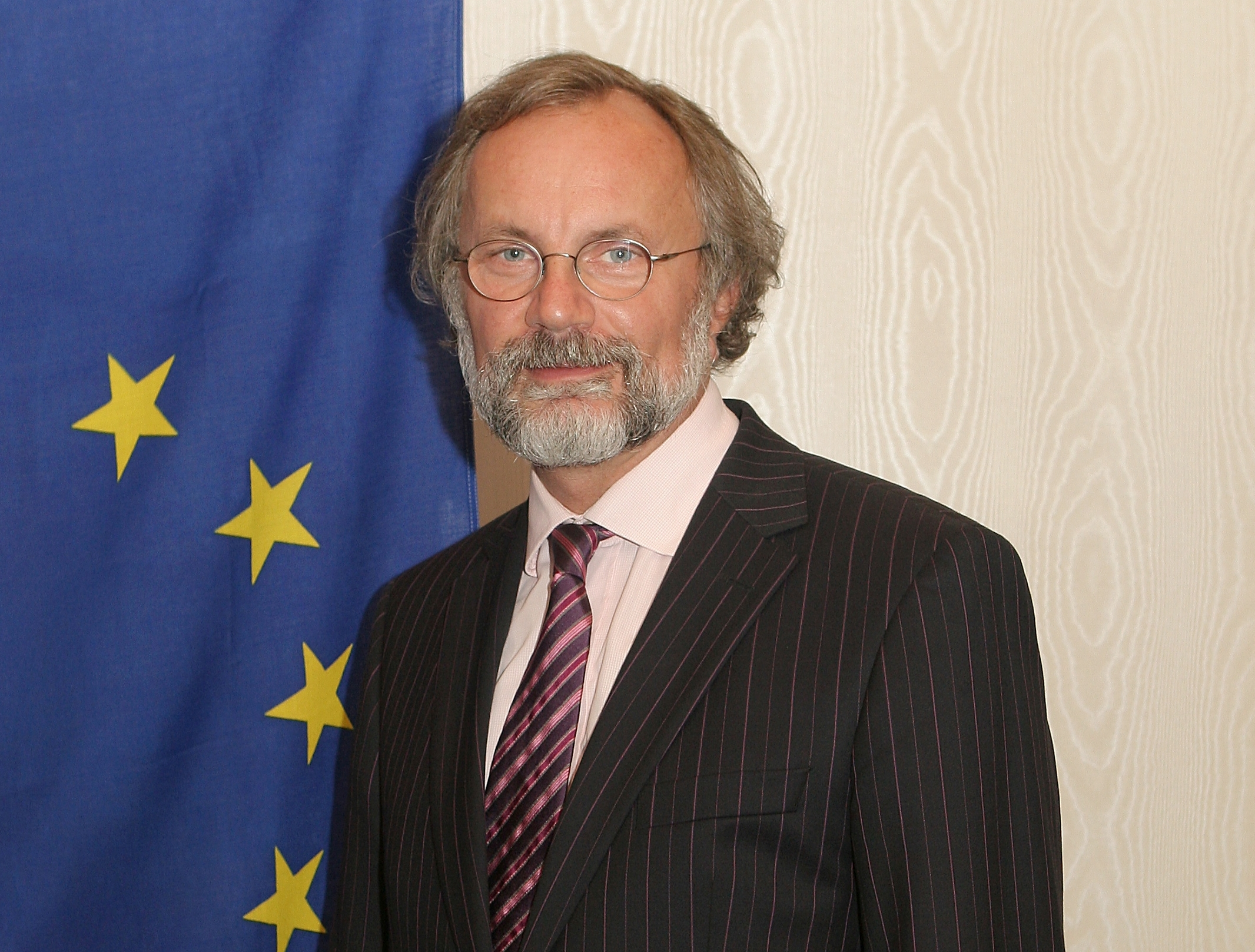
Michael Reiterer

Die Delegation der Europäischen Union für die Schweiz und das Fürstentum Liechtenstein ist die Vertretung der Europäischen Union in der Schweiz und im Fürstentum Liechtenstein. Die Delegation wurde am 3. April 2007 durch die EU-Außenkommissarin Benita Ferrero-Waldner, die Schweizer Bundespräsidentin Micheline Calmy-Rey und die liechtensteinische Außenministerin Rita Kieber-Beck in Bern eröffnet. 
Delegationsleiter Michael Reiterer überreichte am 11. Januar 2007 sein Beglaubigungsschreiben als erster Delegationsleiter der Europäischen Kommission an die Bundespräsidentin Micheline Calmy-Rey sowie am 23. März 2007 an Alois von und zu Liechtenstein. Die Delegation hat als Aufgabe, als Kommunikationskanal zwischen der Schweiz sowie Liechtenstein und der Europäischen Union die umfangreichen Beziehungen zu pflegen und zu vertiefen.
Von 2012 bis August 2016 war Richard Jones Delegationsleiter der Europäischen Union für die Schweiz und das Fürstentum Liechtenstein.
Ihm folgte von 2016 bis 2020 Michael Matthiessen und von 2020 bis 2024 Petros Mavromichalis. Nachdem Miroslav Lajčák die ursprünglich geplante Nachfolge nicht antreten konnte, wurde das Mandat von Petros Mavromichalis bis 31. August 2025 verlängert.